# Fath Alí Sah
Fath Ali Sah, también como Fat′h Ali Shah, Fathalishah, Fathali Shah o Sha Fat Ali  (25 de septiembre de 1772-23 de octubre de 1834) fue el segundo sah de Irán de la dinastía kayar. Gobernó desde el 17 de junio de 1797 al 23 de octubre de 1834. Fue el hijo de Hossein Qoli Khan, hermano de Aga Muhammad Khan, que fue el primer rey de esta dinastía. Cuando su tío fue asesinado en 1797, Fath Ali ocupó su lugar. 
Su reinado estuvo marcado por el resurgimiento de las artes y la pintura persa, así como una etiqueta muy rígida dentro de la corte. En particular, durante su reinado, el retrato y la pintura al óleo de gran tamaño alcanzaron una altura desconocida en cualquier otra dinastía islámica, en gran parte debido a su patrocinio personal.

## Primeros años
Nació en Damghan el 25 de septiembre de 1772, fue llamado Fath-Ali, un nombre que tenía su bisabuelo, una figura prominente. Era el hijo de Huséin Qoli Kan Qajar, hermano de Aga Muhammad Khan. También fue conocido por su segundo nombre de Baba Khan, un nombre que usaría hasta su coronación en 1797.
Fath-Ali era gobernador de Fars cuando su tío fue asesinado en 1797. Entonces ascendió al trono y usó el nombre de Fath Ali Shah (con la palabra "shah" agregada en su nombre). Comenzó a sospechar de su canciller Ebrahim Khan Kalantar y ordenó su ejecución. Hajji Ebrahim Khan había sido canciller de los gobernantes Zand y Qajar durante unos quince años.

## Guerras ruso-persas

### Guerra ruso-persa (1804-1813)
Durante el principio de su reinado, el Imperio ruso tomó el control de Georgia, reclamada por los persas, debido a lo cual estalló la guerra entre Persia y Rusia. Fat Ali Sah ordenó la invasión de Georgia en 1804, bajo la presión de los clérigos chiitas. La guerra comenzó con notables victorias para los persas, pero Rusia envió armamento avanzado y cañones que pusieron en desventaja a las fuerzas kajar, tecnológicamente inferiores. Rusia continuó su campaña contra Persia, por lo que los persas pidieron ayuda a Gran Bretaña sobre la base de un acuerdo militar que habían realizado previamente (el acuerdo militar fue firmado después del ascenso de Napoleón en Francia). Sin embargo, Gran Bretaña se negó a ayudar a Persia, alegando que el acuerdo militar se refería a un ataque francés, no a uno ruso.
Persia tuvo que pedir ayuda a Francia y envió un embajador ante Napoleón, así se celebró una alianza franco-persa con la firma del Tratado de Finkenstein. Sin embargo, justo cuando los franceses estaban dispuestos a ayudar a Persia, Napoleón firmó la paz con Rusia. En este momento, John Malcolm llegó a Persia y prometió el apoyo de Gran Bretaña, pero más tarde cambió de opinión y pidió a Persia retirarse. Las tropas rusas invadieron Tabriz en 1813 y Persia se vio obligado a firmar el Tratado de Gulistan con Rusia.

#### Tratado de Gulistan
A causa de las consecutivas derrotas de Persia, después de la caída de Lankaran el 1 de enero de 1813, Fat Ali se vio obligado a firmar el Tratado de Gulistan. El texto del tratado elaborado por un diplomático británico, sir Gore Ouseley, fue firmado por Nikolai Fyodorovich Rtischev del lado ruso y Hajji Mirza Abol Hasan Khan del lado iraní, en la aldea de Gulistan el 24 de octubre de 1813.
A causa de este tratado pasaron a formar parte de la Rusia Imperial todas las ciudades, pueblos y aldeas de Georgia; los pueblos y ciudades en la costa del mar Negro; todas las ciudades, pueblos y aldeas de los kanatos en el Cáucaso del Sur y parte del kanato Talyshi, incluyendo Mingrelia, Abjasia, Imereti, Guria, el kanato de Bakú, el kanato de Shirvan, Derbent, el kanato de Karabaj, el kanato de Ganja, el kanato de Shaki y el kanato de Quba. A cambio Rusia se comprometió a apoyar a Abbas Mirza como heredero al trono persa después de la muerte de Fat'h Ali Shah.

### Interludio en un frente diferente
Entre 1805 y 1816, los gobernantes Qajar comenzaron a invadir Herat en el vecino Afganistán con pequeños destacamentos. Los persas estaban tratando de retomar el control de la ciudad, pero se vieron obligados a abandonarla debido a los levantamientos afganos. En 1818 el sah envió a su hijo Mohammad Mirza Vali para capturar la ciudad, pero este fue derrotado en la batalla de Kafir Qala.

### Guerra ruso-persa (1826-1828)
En 1826, 13 años después de la firma del Tratado de Gulistan, el Shah con el asesoramiento de agentes británicos y la insatisfacción absoluta con el resultado de la guerra anterior, decidió ocupar los territorios perdidos. Aunque no hubo una declaración formal de guerra, un ejército de 35.000 hombres, liderados por Abbas Mirza, cruzó la frontera el 16 de julio e invadió los kanatos de Talysh y Karabaj. Los kanes cambiaron rápidamente de bando, rindiendo sus principales ciudades -Lenkoran, Quba, Bakú- a los persas.
La llegada de la estación invernal obligó a suspender las hostilidades hasta mayo de 1827 cuando Ivan Paskévich avanzó hacia Ereván, tomando Echmiadzin, Najicheván y Abbasabad en su camino. El escenario principal de las operaciones pasó entonces a ser Armenia oriental, cuya capital, Ereván fue tomada tras seis días de asedio el 1 de octubre. Catorce días después, el general Eristov entraba en Tabriz, forzando al sah a buscar la paz.
El comienzo de la guerra ruso-turca (1828-1829) reavivó las esperanzas persas, afectando a las negociaciones de paz, que fueron conducidas por Aleksandr Griboyédov, entre otros. En enero de 1828 un destacamento ruso alcanzó las orillas del lago Urmia, con lo que el sah entró en pánico y ordenó a Abbas Mirza firmar rápidamente el Tratado de Turkmenchay el 2 de febrero de 1828, lo que concluyó la guerra.

#### Tratado de Turkmenchay
El Tratado Turkmenchay fue firmado el 21 de febrero de 1828 por Abbas Mirza y el general Ivan Paskevich. Según los términos del tratado, los kanatos de Ereván y Najicheván pasaron a Rusia. El sah prometió pagar una indemnización de veinte millones de rublos de plata y permitió a sus súbditos armenios emigrar libremente a territorio ruso. Lo que fue más importante aún es que el sah otorgó el derecho exclusivo para mantener una armada en el mar Caspio y acordó que los mercaderes rusos podrían comerciar allá donde quisieran en Persia.

## Vida posterior
Fat'h Ali luego empleó escritores y pintores para hacer un libro sobre sus guerras con Rusia, inspirado por el Shahnameh de Ferdowsi. Este libro, considerado por muchos como el libro persa más importante escrito en el período de Qajar, se llama Shahanshahnama.
En 1829, Alexandr Griboyedov, diplomático y dramaturgo ruso fue asesinado en el cerco de la embajada de Rusia en Teherán. Para disculparse, el sah envió al príncipe Khosrow Mirza al Zar Nicolás I a entregar una disculpa formal, así como a uno de los diamantes más grandes de sus joyas de la corona, a saber, Diamante del Sha.
Cuando su amado hijo y príncipe heredero Abbas Mirza murió el 25 de octubre de 1833, Fat'h Ali nombró a su nieto Mohammed Mirza como su príncipe heredero. Fat'h Ali murió un año después, el 23 de octubre de 1834.
Él es instantáneamente reconocible en 25 retratos, principalmente debido a su inmensa barba, profundamente negra, que llegaba muy debajo de su estrecha cintura. Uno de estos retratos se exhibe en la colección de la Universidad de Oxford. Otro cuyo artista fue Mihr Ali está en el Museo de Brooklyn.
Además de las crónicas elogiosas, las únicas fuentes reales que nos permiten juzgar su personalidad son las de los diplomáticos británicos, franceses y rusos. Estos varían mucho: al principio de su reinado tienden a retratarlo como vigoroso, varonil y altamente inteligente. Más tarde comienzan a señalar su extrema indolencia y avaricia. La imagen de la decadencia se resumió en la historia de que construyó una diapositiva de harén especial de mármol. Todos los días se acostaba desnudo "mientras, una por una, las bellezas desnudas del harén bajaban por un tobogán, especialmente para el deporte, a los brazos de su amo y señor antes de sumergirse juguetonamente en un estanque".

## Matrimonio e hijos
Según los informes, Fath Ali Shah tuvo más de 1.000 cónyuges. Le sobrevivieron cincuenta y siete hijos y cuarenta y seis hijas, junto con 296 nietos y 292 nietas.
Un libro publicado en Inglaterra en 1874 proporcionó diferentes números:
"Se cree que Fetteh Ali tuvo el mayor número de hijos nacidos de un hombre. Como un piadoso mahometano, solo tenia cuatro esposas, pero su harén generalmente contenía de 800 a 1000 mujeres. Por esto tuvo 130 hijos y 150 hijas, y se cree que en el momento de su muerte sus descendientes contaban cinco mil almas. Los tres nietos que merecen atención son los hijos de Hussein Ali, el gobernador de Fars, que aspiraba al trono. Los príncipes, Riza Kuli Mirza, Nejeff Kuli Mirza y Timour Mirza estaban en Shiraz cuando su padre intentó tomar el trono. Pudieron escapar de la ciudad" 
Si bien esta es una gran cantidad de niños, la afirmación de que Fath-Ali tiene el récord no es cierta (se dice que Moulay Ismail ibn Sharif, que vivió cien años antes en Marruecos, tiene el récord de la mayor cantidad de hijos nacidos de un hombre).
El primer hijo de Fath-Ali, Mohammad Ali Mirza Dowlat Shah, fue siete meses mayor que el segundo hijo Abbas Mirza. Sin embargo, fue este último el que se llamó "Wali-ahd" o príncipe heredero. Esto se debió al hecho de que la madre de Dowlat Shah, Ziba Chehreh Khanoum, no era de origen Qajar (era una mujer georgiana) y, por lo tanto, fue rechazado en favor de su hermano menor.